# Juan de Espinosa Medrano
Pour les articles homonymes, voir Espinosa et Medrano.
Juan de Espinosa Medrano, surnommé El lunarejo (« visage tacheté »), est un clerc, prédicateur, théologien, écrivain et dramaturge de la vice-royauté du Pérou au XVIIe siècle. Il est l'auteur de l’Apologético en favor de Don Luis de Góngora, œuvre considérée comme le premier traité de poésie écrit en Amérique. 
Il figure au même titre que Juana Inés de la Cruz et Carlos de Sigüenza y Góngora parmi les plus grands écrivains du baroque de l'Amérique hispanique.

## Biographie
Probablement d'origine créole ou métis, en tout cas d'extraction modeste, Juan de Espinosa Medrano serait né aux alentours de 1630 dans le village de Calcauso, dans la région d'Apurímac. Il entre au séminaire de San Antonio Abad à Cuzco pour y faire ses études. Il commence sa vie ecclésiastique en 1655, puis entre 1656 et 1657 il obtient un doctorat en théologie à l'université San Ignacio de Loyola de Cuzco. D'ailleurs il sera chargé d’impartir des cours de théologie au séminaire de San Antonio Abad.
En parallèle avec l'écriture de sermons et panégyriques, il rédige un célèbre auto sacramental en quechua, El robo de Proserpina y sueño de Endimión. Entre 1660 et 1668, il devient le curé de la paroisse de Juliaca ; puis de 1669 à 1676, il est le curé du village de Chinchero (es) près de Cuzco, avant de revenir dans cette dernière ville. En 1684, il est chanoine à la cathédrale de Cuzco, puis trésorier et chantre de cette dernière. 
Nommé archidiacre de la cathédrale de Cuzco, il meurt en novembre 1688 dans cette dernière ville,.

## Œuvres

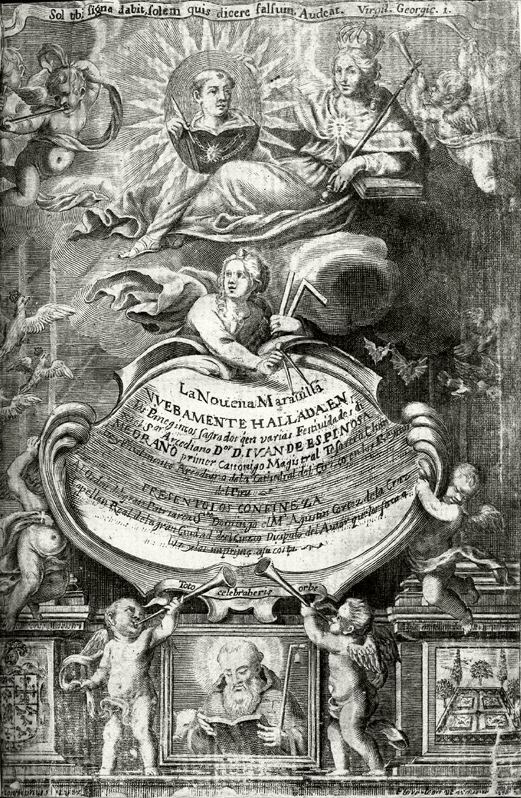
Page de couverture de La Novena Maravilla (1695).

Son œuvre la plus connue est sans conteste l’Apologético en favor de Don Luis de Góngora, publiée une première fois à Lima en 1662, seconde édition en 1694. Se présentant comme une défense de l'œuvre du poète espagnol Luis de Góngora face aux attaques du Portugais Manuel de Faria e Sousa, l’Apologético est en fait le premier essai de critique littéraire écrit en Amérique, élogié a posteriori par le critique espagnol Marcelino Menéndez y Pelayo avec les mots suivants : una perla caída en el muladar de la poesía culterana (« une perle tombée dans le fumier du cultisme »). Mario Vargas Llosa, pour sa part, à l'occasion de son discours de réception du prix Prince des Asturies en 1986 voit dans l’Apologético « une tentative du colonisé de s'approprier la culture du colonisateur afin d'apporter sa propre contribution à la culture de ce dernier ».
Parmi d'autres œuvres de Juan de Espinosa Medrano, on peut citer : La Novena Maravilla (1695), recueil de sermons et panégyriques ; Philosophia Thomistica (1688), un traité de philosophie ; Amar su propia muerte (1650), une pièce de théâtre ; El robo de Proserpina y sueño de Endimión (1650) suivi de El hijo pródigo (1657), deux autos sacramentaux en quechua ; Panegírica declamación por la protección de las ciencias y estudio (1650).